# Итальянский томатный пирог
Итальянский томатный пирог (англ.  Italian tomato pie) — итало-американская и итало-канадская несладкая выпечка (пирог), состоящая из толстого, пористого, похожего на фокаччу теста, покрытого томатным соусом. Пирог можно посыпать сыром романо или орегано. Обычно его не подают прямо из духовки, а дают остыть, а затем употребляют при комнатной температуре или разогревают. Как и сицилийская пицца, томатный пирог выпекают в большой прямоугольной сковороде и обычно подают квадратными ломтиками, хотя в Род-Айленде его нарезают прямоугольными полосками, как пиццу аль-тальо (итал. «нарезанная», «кусочками»). Томатный пирог происходит от итальянской пиццы сфинчоне и напоминает её, хотя это не одно и то же блюдо; например, сфинчоне может иметь начинку, обычно подается горячей и имеет корочку, больше похожую на бриошь, чем на фокаччу.

## История
В статье 1903 года в «Нью-Йорк трибюн» о еде италоамериканцев описана ранняя версия томатного пирога. Томатный пирог продается пекарней Iannelli’s Bakery в Филадельфии с 1910 года.
В Ютике, штат Нью-Йорк, семья, которая позже основала пиццерию O’Scugnizzo в 1914 году, продавала томатные пироги в течение нескольких лет до этого, начиная с 1910 года.

## Региональные названия
- Ютика: tomato pie[9]
- Филадельфия: church pie, gravy pie (as in «Italian gravy», i.e. tomato sauce)[5][10]
- Род-Айленд: bakery pizza[11], party pizza, pizza strips, red bread, strip pizza[12][13]
- Монреаль: tomato pizza, cold pizza, pizza bread[14]
- Гамильтон, Онтарио : Roma pizza (по названию пекарни), bread pizza, slab pizza[15][16][17]

## Галерея

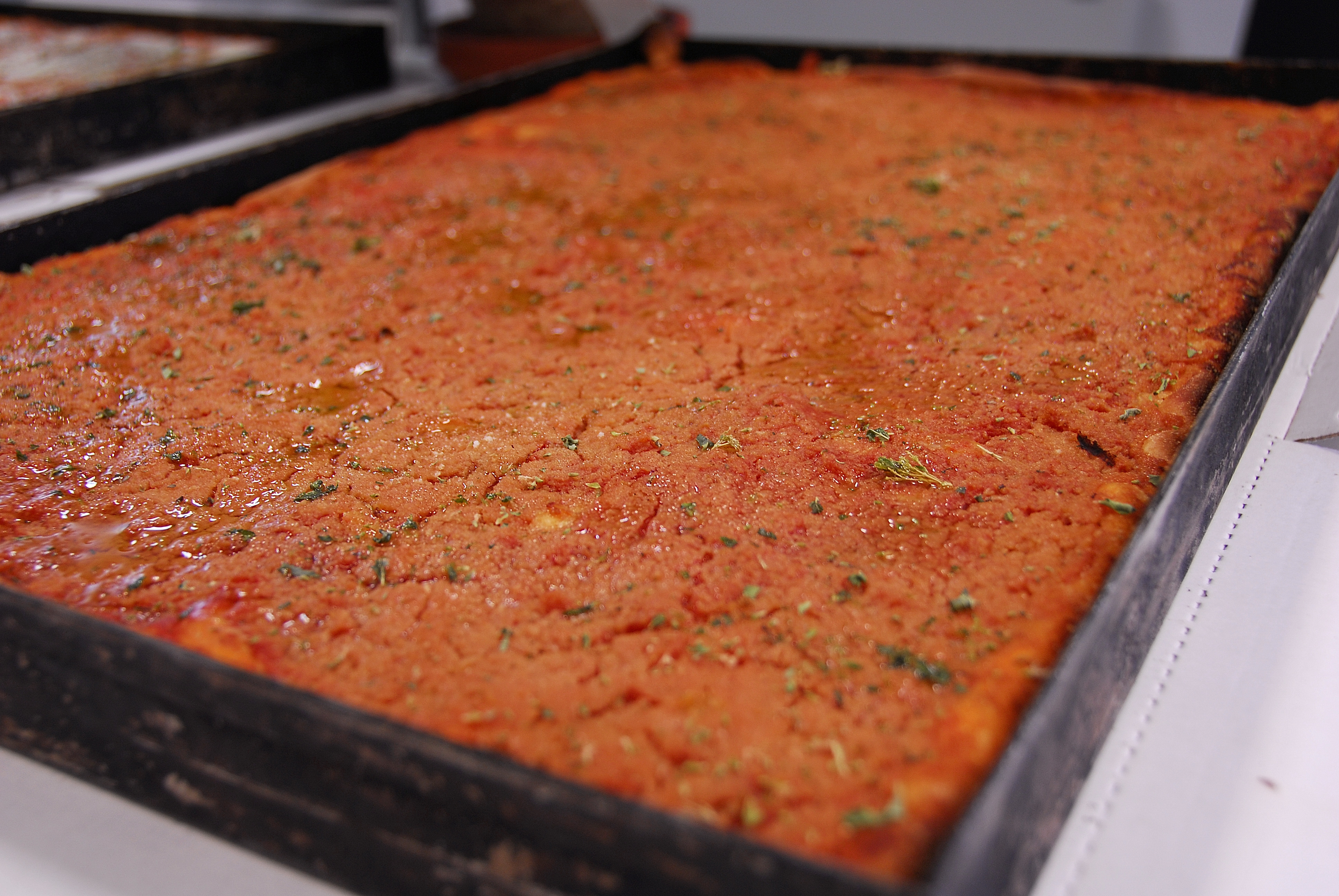
Типичный палерсмский сфиночне
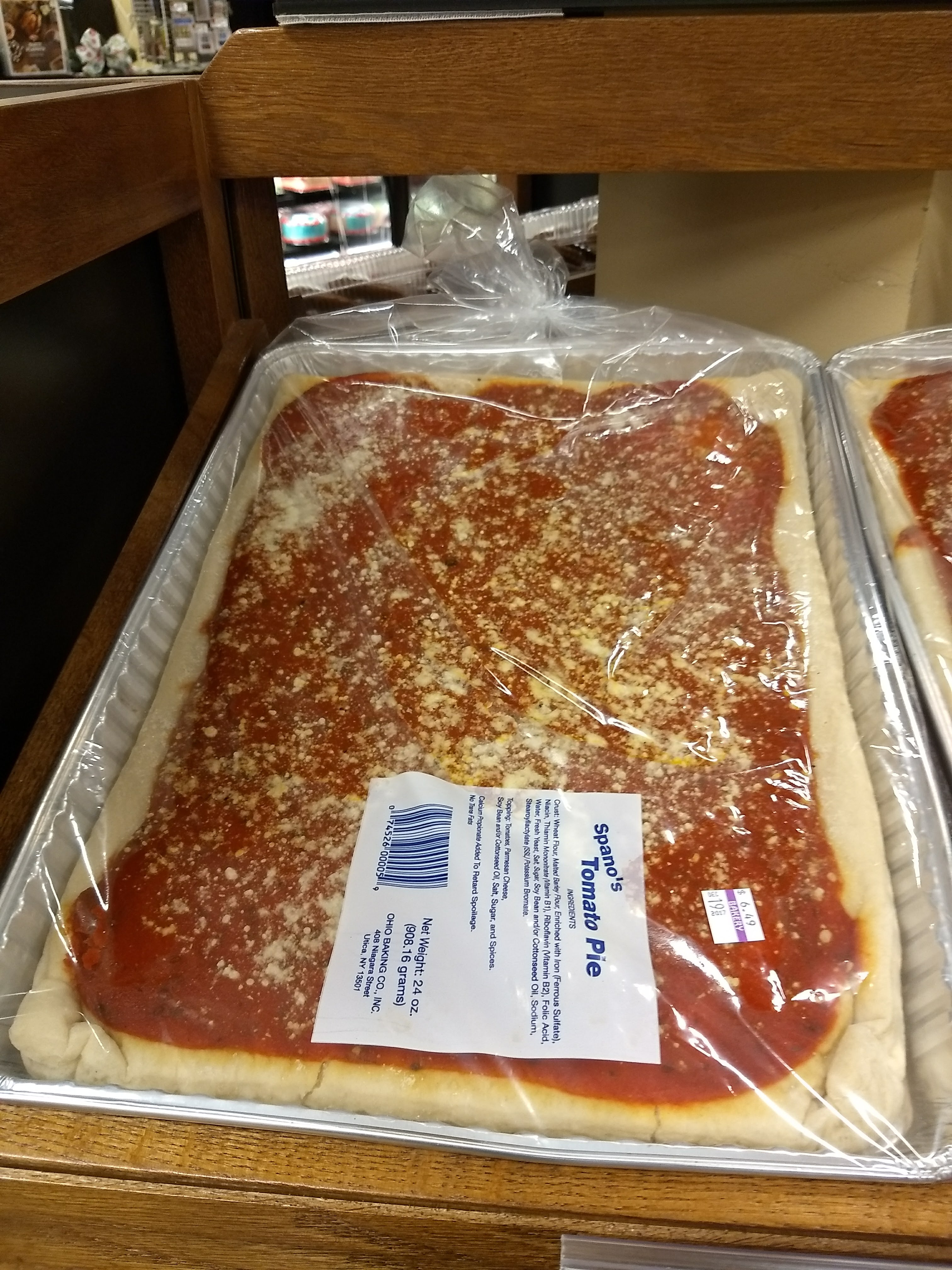
Томатный пирог для продажи в продуктовом магазине недалеко от Ютики
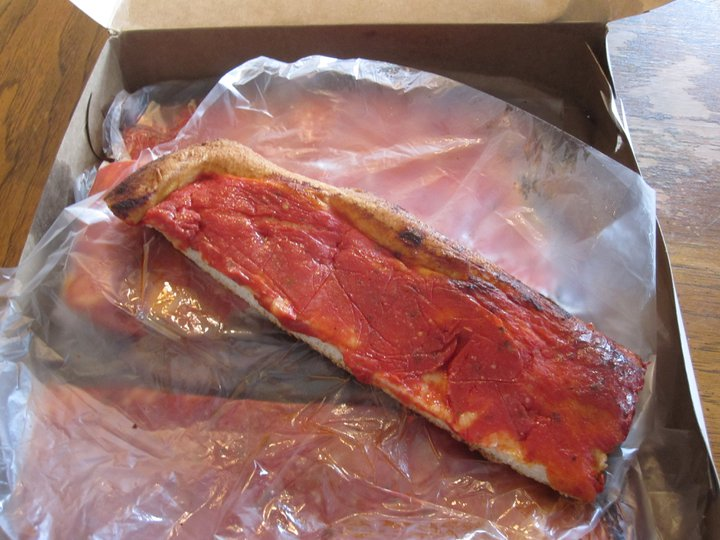
Кусочки пиццы Род-Айленда